# Турея (приток Угры)

Турея — река в Смоленской области России.
Протекает по территории Тёмкинского района. Исток — у деревни Мотовилово, впадает в реку Угру в 185 км от её устья по левому берегу. Длина реки составляет 16 км, площадь водосборного бассейна — 123 км².
Вдоль течения реки расположены населённые пункты Селенского и Медведевского сельских поселений — деревни Мотовилово, Шубкино, Заненки, Власово, Медведево, Лытьево и Левкино.

## Данные водного реестра
По данным государственного водного реестра России, относится к Окскому бассейновому округу, водохозяйственный участок реки — Угра от истока и до устья, речной подбассейн реки — бассейны притоков Оки до впадения Мокши. Речной бассейн реки — Ока.
По данным геоинформационной системы водохозяйственного районирования территории РФ, подготовленной Федеральным агентством водных ресурсов:
- Код водного объекта в государственном водном реестре — 09010100412110000020958
- Код по гидрологической изученности (ГИ) — 110002095
- Код бассейна — 09.01.01.004
- Номер тома по ГИ — 10
- Выпуск по ГИ — 0

### Притоки (км от устья)
- 5,5 км: река Коштва[3] (пр)